# Drukker

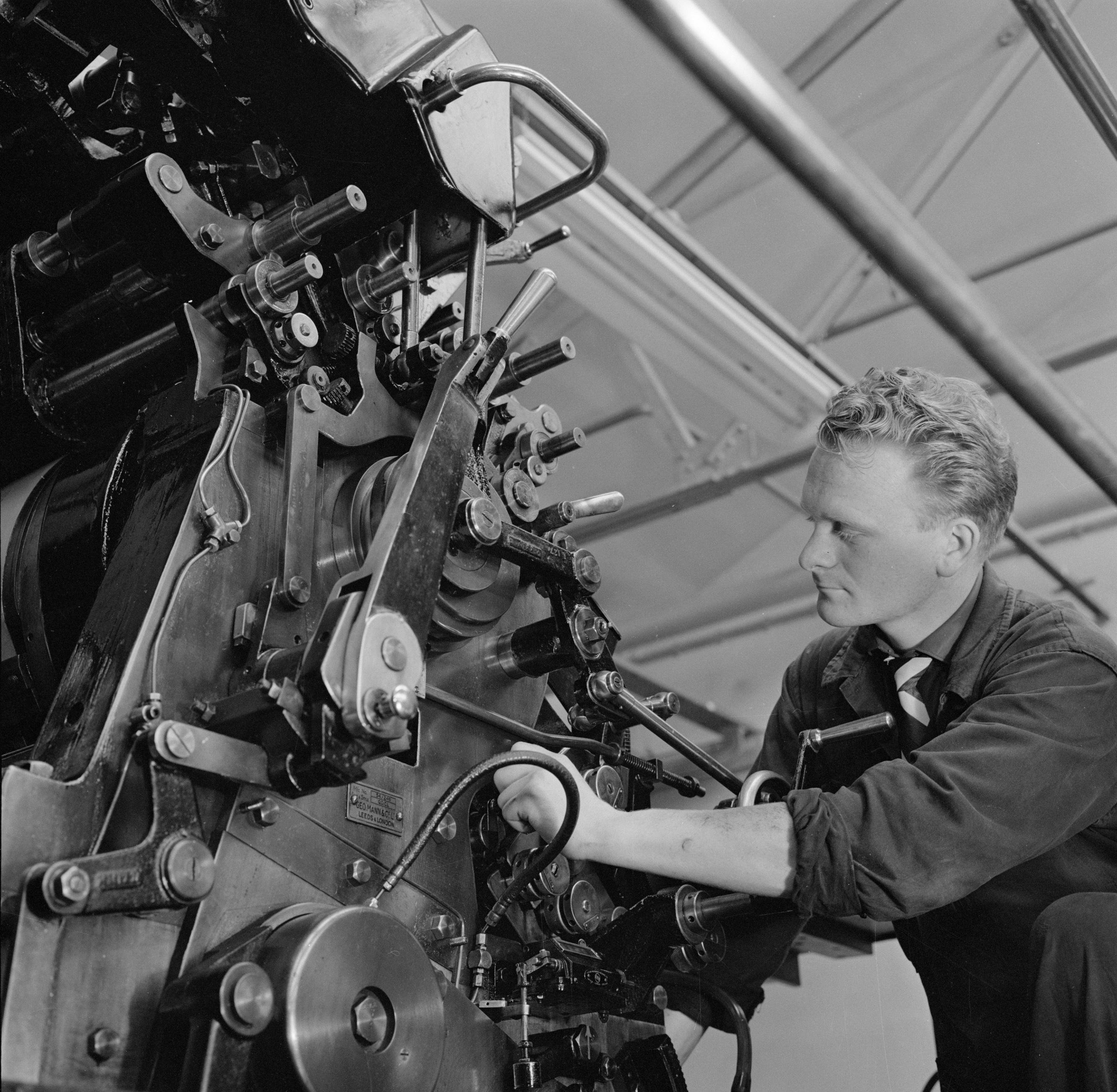
Drukker

Een drukker is iemand die gedrukte zaken (zoals kranten, tijdschriften, reclame, boeken) produceert of degene die in een drukkerij de drukpers bedient ter vervaardiging van drukwerk.
Er bestaan verschillende druktechnieken, zoals boekdruk of hoogdruk, foliedruk, offset of vlakdruk, diepdruk, zeefdruk en tampondruk. Voor de verschillende drukprocedés bestaan verschillende soorten persen met een eigen werkwijze. Een drukpers kan een minipersje zijn voor etiketten of visitekaartjes tot een tientallen meters lange meerkleurenpers. Er bestaat in dit beroep dan ook een zeer grote verscheidenheid aan bedieningstechnieken. Meestal is de drukker in een van deze technieken gespecialiseerd.
Er wordt onderscheid gemaakt tussen één- en meerkleurendrukkers. Er kan handmatig gedrukt worden (aanvankelijk boekdruk, zeefdruk) of mechanisch (boekdruk, offset, diepdruk en tegenwoordig digitaal drukken).
Iemand die kleinschalig op ambachtelijke wijze de boekdrukkunst toepast wordt in Nederland Drukker in de Marge genoemd, en de zo geproduceerde boeken en bladen heten 'margedrukwerk'. Daarnaast kan een kunstenaar zich drukker noemen als hij de grafische technieken beoefent.